# Watertoren (Sint-Kruis)
In de Brugse deelgemeente Sint-Kruis staat een watertoren ontworpen door architect Jozef Lantsoght.

## Beschrijving
De watertoren heeft een achthoekige zuilstructuur en bestaat uit een interieur van gewapend beton met een bakstenen buitenschil. Het gebouw is 42,5 meter hoog en heeft een diameter van 15 meter. De waterkuip, met een hoogte van 10 meter en een diameter van 11 meter, heeft een opslagcapaciteit van 1 miljoen liter water. Bovenop de kuip bevindt zich een panoramazaal.
De toren is gelegen langs de Maalse Steenweg, een locatie die gekozen werd om zowel Sint-Kruis als Assebroek van water te voorzien. Oorspronkelijk was gepland dat de kuip gevoed zou worden door het waterpompstation van Hautrage, maar vandaag komt het inkomende water uit Antwerpen.

## Geschiedenis
De bouw van de watertoren van Sint-Kruis begon in 1960, uitgevoerd door bouwonderneming Hilaire Reyserhove uit Knesselare. De toren werd voltooid in het voorjaar van 1961. In 1966 werden de kantoren van TMVW overgebracht naar de site, nadat de bouw van een aanbouw in november 1964 was gestart. Begin 2017 werden deze kantoren gesloopt om plaats te maken voor een Delhaize-warenhuis en een parkeerterrein. In het voorjaar van 2024 begon de renovatie van de watertoren.